# Stethojulis marquesensis
Stethojulis marquesensis är en fiskart som beskrevs av Randall 2000. Stethojulis marquesensis ingår i släktet Stethojulis och familjen läppfiskar. IUCN kategoriserar arten globalt som livskraftig. Inga underarter finns listade i Catalogue of Life.